# Beneta
Beneta Benedek (11. század) magyar katolikus főpap.

## Élete
Valószínűleg veszprémi püspök. 1046 szeptemberében a Fehérvárról Pestre induló Gellért csanádi püspök társa volt, de nem lett vértanú. Kelenföldön a támadó pogányok elől sikerül egy kompon Pestre átkelnie; Endre herceg mentette meg.